# Спортивна гімнастика на літніх Олімпійських іграх 2020 — опорний стрибок (жінки)
Змагання зі спортивної гімнастики в опорному стрибку серед жінок на літніх Олімпійських іграх 2020 відбулися 1 серпня 2021 року в Гімнастичному центрі Аріаке. 

## Формат змагань
Гімнастки, що посіли перші 8 місць у цій вправі у кваліфікаційному раунді (але щонайбільше 2 від НОК) виходять до фіналу. Щоб потрапити до фіналу в опорному стрибку, гімнастка має виконати дві спроби. Рахується середня оцінка. Решта гімнасток виконують по одній спробі. У фіналі вона знову має виконати дві спроби, а оцінки кваліфікаційного раунду не враховуються.

## Розклад
Змагання відбуваються впродовж двох окремих днів.
Вказано Японський стандартний час (UTC+9)
| Дата                  | Час                           | Раунд                 |
| --------------------- | ----------------------------- | --------------------- |
| Неділя, 25 липня 2021 | 10:00 11:50 15:10 17:05 20:20 | Кваліфікаційний раунд |
| Неділя, 1 серпня 2021 | 17:00                         | Фінал                 |

## Результати

### Кваліфікація
| Місце | Гімінастка                          | Стрибок 1 | Стрибок 1 | Стрибок 1 | Стрибок 1   | Стрибок 2 | Стрибок 2 | Стрибок 2 | Стрибок 2   | Загалом | Результати |
| Місце | Гімінастка                          | Оц. скл.  | Оц. вик.  | Штр.      | Результат 1 | Оц. скл.  | Оц. вик.  | Штр.      | Результат 2 | Загалом | Результати |
| ----- | ----------------------------------- | --------- | --------- | --------- | ----------- | --------- | --------- | --------- | ----------- | ------- | ---------- |
| 1     | Сімона Байлс (USA)                  | 6.0       | 9.266     | 0.300     | 14.966      | 5.8       | 9.600     |           | 15.400      | 15.183  | Q W        |
| 2     | Джейд Кері (USA)                    | 6.0       | 9.166     |           | 15.166      | 5.8       | 9.366     |           | 15.166      | 15.166  | Q          |
| 3     | Ребека Андраде (BRA)                | 6.0       | 9.400     |           | 15.400      | 5.4       | 9.400     |           | 14.800      | 15.100  | Q          |
| 4     | Мікейла Скіннер (USA)               | 6.0       | 8.933     |           | 14.933      | 5.8       | 9.000     |           | 14.800      | 14.866  | – S        |
| 5     | Йо Со Чон (KOR)                     | 5.8       | 9.200     |           | 15.000      | 5.4       | 9.200     |           | 14.600      | 14.800  | Q          |
| 6     | Шелон Олсен (CAN)                   | 6.0       | 8.966     |           | 14.966      | 5.4       | 9.033     |           | 14.433      | 14.699  | Q          |
| 7     | Лілія Ахаїмова (ROC)                | 5.8       | 8.966     |           | 14.766      | 5.6       | 9.033     |           | 14.633      | 14.699  | Q          |
| 8     | Алекса Морено (MEX)                 | 5.8       | 9.033     |           | 14.833      | 5.6       | 8.933     | 0.100     | 14.433      | 14.633  | Q          |
| 9     | Мельникова Ангеліна Романівна (ROC) | 5.4       | 9.066     |           | 14.466      | 6.0       | 8.866     | 0.100     | 14.766      | 14.616  | Q          |
| 10    | Джулія Штайнгрубер (SUI)            | 5.8       | 9.033     |           | 14.833      | 5.4       | 8.900     |           | 14.300      | 14.566  | R1         |
| 11    | Маї Муракамі (JPN)                  | 5.4       | 9.033     |           | 14.433      | 5.8       | 8.700     |           | 14.500      | 14.466  | R2         |
| 12    | Еллі Блек (CAN)                     | 5.4       | 9.133     |           | 14.533      | 5.2       | 9.100     |           | 14.300      | 14.416  | R3         |

Резервістки
Резервістки на фінал в опорному стрибку серед жінок:
1. Джулія Штайнгрубер (SUI)
2. Маї Муракамі (JPN)
3. Еллі Блек (CAN)

Тільки дві гімнастки від кожної країни можуть вийти до фіналу. Спортсменка, яка через це обмеження не кваліфікувалась, хоч і посіла достатнє для цього місце:
- Мікейла Скіннер (USA) – допустили до фіналу після зняття Сімони Байлс [3]

### Фінал
| Місце | Гімнастка                           | Стрибок 1  | Стрибок 1 | Стрибок 1 | Стрибок 1   | Стрибок 2  | Стрибок 2 | Стрибок 2 | Стрибок 2   | Загалом |
| Місце | Гімнастка                           | Складність | Виконання | Штр.      | Результат 1 | Складність | Виконання | Штр.      | Результат 2 | Загалом |
| ----- | ----------------------------------- | ---------- | --------- | --------- | ----------- | ---------- | --------- | --------- | ----------- | ------- |
| 1     | Ребека Андраде (BRA)                | 6.0        | 9.266     | 0.100     | 15.166      | 5.8        | 9.200     |           | 15.000      | 15.083  |
| 2     | Мікейла Скіннер (USA)               | 6.0        | 9.033     |           | 15.033      | 5.8        | 9.000     |           | 14.800      | 14.916  |
| 3     | Йо Со Чон (KOR)                     | 6.2        | 9.133     |           | 15.333      | 5.4        | 8.733     |           | 14.133      | 14.733  |
| 4     | Алекса Морено (MEX)                 | 5.8        | 8.966     |           | 14.766      | 5.6        | 9.066     |           | 14.666      | 14.716  |
| 5     | Мельникова Ангеліна Романівна (ROC) | 5.4        | 9.266     |           | 14.666      | 6.0        | 8.800     | 0.100     | 14.700      | 14.683  |
| 6     | Лілія Ахаїмова (ROC)                | 5.8        | 8.866     |           | 14.666      | 5.6        | 9.066     |           | 14.666      | 14.666  |
| 7     | Шелон Олсен (CAN)                   | 6.0        | 8.700     |           | 14.700      | 5.4        | 9.000     |           | 14.400      | 14.550  |
| 8     | Джейд Кері (USA)                    | 3.3        | 8.633     |           | 11.933      | 5.8        | 9.100     | 2.000     | 12.900      | 12.416  |